# 宗形王
宗形王（むなかたおう、生没年不詳）は、奈良時代の皇族。舎人親王の孫か。最終官位は従五位上・讃岐守。

## 経歴
天平宝字3年（759年）淳仁天皇の父である舎人親王に崇道盡敬皇帝の尊号が贈られた際、無位から従四位下に直叙されていることから、舎人親王の孫として二世王待遇となったと想定される。天平宝字6年（762年）右大舎人頭に任ぜられる。しかし、天平宝字8年（764年）藤原仲麻呂の乱終結後の淳仁天皇の廃位に伴ったものか、位階を剥奪されて無位となる。
光仁朝に入ると、宝亀3年（772年）正月に三方王や山辺笠ら無位となっていた他の舎人親王の孫とともに従五位下に叙せられる。その後、右大舎人頭・紀伊守を歴任する。
桓武朝の延暦2年（783年） 従五位上に叙せられ、翌延暦3年（784年）大炊頭に任ぜられる。延暦9年（790年）讃岐守として地方官に転じた。

## 官歴
『続日本紀』による。
- 天平宝字3年（759年） 6月16日：従四位下（直叙）
- 天平宝字6年（762年） 正月9日：右大舎人頭
- 天平宝字8年（764年）？：位階剥奪
- 宝亀3年（772年） 正月3日：従五位下
- 宝亀8年（777年） 10月13日：右大舎人頭
- 宝亀10年（779年） 2月23日：紀伊守
- 延暦2年（783年） 2月29日：従五位上
- 延暦3年（784年） 4月2日：大炊頭
- 延暦9年（790年） 7月24日：讃岐守